# Bronzani Majdan
Bronzani Majdan je naselje v mestu Banjaluka, Bosna in Hercegovina. 

## Deli naselja
Bronzani Majdan, Novi Bronzani Majdan, Radići, Samica, Stari Bronzani Majdan, Stojanovići in Štekovići.

## Prebivalstvo
| Pregled števila prebivalcev po letih | Pregled števila prebivalcev po letih | Pregled števila prebivalcev po letih | Pregled števila prebivalcev po letih | Pregled števila prebivalcev po letih | Pregled števila prebivalcev po letih |
| ------------------------------------ | ------------------------------------ | ------------------------------------ | ------------------------------------ | ------------------------------------ | ------------------------------------ |
| 1948                                 | 1953                                 | 1961                                 | 1971                                 | 1981                                 | 1991                                 |
| 315                                  | 682                                  | 802                                  | 901                                  | 1.112                                | 1.019                                |

| Narodna sestava prebivalstva po letih                                                                                          | Narodna sestava prebivalstva po letih                                                                                              | Narodna sestava prebivalstva po letih                                                                                              |
| --- | --- | --- |
| 1971 | 1981 | 1991 |
| . skupaj: 901 Muslimani 428 (47,50 %) Srbi 419 (46,50 %) Hrvati 40 (4,43 %) Jugoslovani 6 (0,66 %) drugi in neznano 8 (0,88 %) | . skupaj: 1.112 Srbi 618 (55,57 %) Muslimani 411 (36,96 %) Hrvati 25 (2,24 %) Jugoslovani 38 (3,41 %) drugi in neznano 20 (1,79 %) | . skupaj: 1.019 Srbi 529 (51,91 %) Muslimani 420 (41,21 %) Hrvati 19 (1,86 %) Jugoslovani 31 (3,04 %) drugi in neznano 20 (1,96 %) |